# Аборты в Египте
Аборты в Египте запрещены статьями 260–264 Уголовного кодекса 1937 года. Однако в соответствии со статьёй 61 Уголовного кодекса в случаях необходимости могут быть сделаны исключения, которые обычно толкуются как разрешение аборта, необходимого для спасения жизни беременной женщины. В некоторых случаях это исключение было распространено на случаи, когда беременность представляет опасность для здоровья беременной женщины, а также на случаи нарушения развития плода. Врач может сделать аборт только в тех случаях, когда это одобряют два специалиста, за исключением случаев, когда жизнь женщины находится в непосредственной опасности.
Любое лицо, вызывающее аборт, может быть заключено в тюрьму, а врачи, которые это делают, могут быть приговорены к тюремному заключению. Обвинительные приговоры встречаются редко, потому что обвинение должно доказать, что женщина была беременна, и выявить средства, с помощью которых беременность была прервана.
В 1998 году Мухаммад Сайид Тантави, великий имам аль-Азхара, издал фетву, призывающую к аборту для незамужних женщин, подвергшихся изнасилованию. В 2004 году он одобрил законопроект, разрешающий аборт в случае изнасилования; но законопроект был отклонён.
Несмотря на юридические ограничения, аборты являются обычным явлением. В ходе исследования 1025 женщин из шести деревень Верхнего Египта, проведённого в 2000 году, было обнаружено, что 416 женщин сделали по крайней мере один аборт; среди этой группы на 1000 живорождений приходилось 265 абортов. Аборты проводятся местными методами, в подпольных клиниках или за большие деньги частными гинекологами.
Кроме того, распространены небезопасные аборты: исследование 1998 года показало, что около 20% госпитализаций в акушерские больницы были связаны с послеабортным лечением. По оценкам одного исследования, в период с 1995 по 2000 год было сделано 2 079 216 абортов и произошло 2542 материнских смерти из-за небезопасных абортов.